# Ivan Novák
Ivan Novák (Třebíč, 5 giugno 1942 – Praga, 11 dicembre 2024) è stato un calciatore cecoslovacco, di ruolo difensore.

## Carriera

### Club
Gioca per tutta la carriera nel Dukla Praga.

### Nazionale
Il 12 giugno del 1966 esordisce contro il Brasile (2-1).

## Palmarès

### Club

#### Competizioni nazionali
- Campionato cecoslovacco: 3

Dukla Praga: 1962-1963, 1963-1964, 1965-1966
- Československý Pohár: 3

Dukla Praga: 1964-1965, 1965-1966, 1968-1969